# Paysage d’Hiver
Paysage d’Hiver (с фр. — «Зимний пейзаж») — блэк-метал-проект из Швейцарии, основанный в 1997 году, единственным участником которого является Wintherr (настоящее имя Tobias Möckl), который также известен как Wroth из группы Darkspace. Название группы «Paysage d’Hiver» c французского языка означает «зимний пейзаж», так как тексты песен посвящены темам зимы, тьме и внетелесным переживаниям. Wintherr отметил альбомы Burzum Hvis lyset tar oss и Filosofem как вдохновение для его музыки. Весь материал проекта издаётся на собственном лейбле Kunsthall Produktionen.
Как написано на сайте Kunsthall Produktionen, все релизы проекта связаны в том, что они рассказывают различные части историй, описывающее царство, известное как «Paysage d’Hiver», откуда проект взял своё название.

## Музыка
Музыка Paysage d’Hiver известна своим чрезвычайным лоу-фай, сырым стилем сведения, в то время как она сочетает в себе блэк-метал и эмбиент. Стиль сведения — это обдуманное художественное решение Wintherr’а, поскольку как описывает сам музыкант: «Атмосфера — это самый важный аспект. Таким образом, звук — это больше художественный подход, чем что-то ещё. Этот вид звука действительно открывает мне возможности воображения, чем ясные звучания инструментов».

## Состав
- Wintherr — все инструменты, вокал (с 1997)

## Дискография
Большая часть релизов Paysage d’Hiver классифицируются как демо. Все релизы после Steineiche были выпущены на кассетах ограниченным тиражом 200 копий каждый, но позже были переизданы на CD неограниченным тиражом. Schattengang, Die Festung и Paysage d’Hiver также были выпущены на виниле тиражом 300 экземпляров. Насчёт ограниченных тиражей кассетных и виниловых изданий Wintherr заявил, что считает их «коллекционными», а CD облегчают слушателям слушать музыку.

### Полноформатные альбомы
- 2020 — Im Wald
- 2021 — Geister
- 2024 — Die Berge[6]

### Демоальбомы
- 1998 — Steineiche
- 1998 — Die Festung
- 1998 — Schattengang
- 1999 — Kerker
- 1999 — Paysage d’Hiver
- 2000 — Kristall & Isa
- 2001 — Winterkälte
- 2004 — Nacht
- 2007 — Einsamkeit
- 2013 — Das Tor

### Сплит-альбомы
- 2003 — Schnee / Das Winterreich (сплит с Vinterriket)
- 2004 — Paysage d’Hiver / Lunar Aurora (сплит с Lunar Aurora)
- 2017 — Drudkh / Paysage d’Hiver (сплит с Drudkh)
- 2017 — Paysage d’Hiver / Nordlicht (сплит с Nordlicht)

### В компиляциях
- «Schnee II» на Wurzelgeister (Ketzer Records, 2002)
- «Gletschertor» на D.S.T. — Deutsche Schwarze Tonträgerkunst (Westwall Produktion, 2002)
- «Gletschertor» на Schneesturm (Black Metal Mafia, 2003)